# Andrzej Badeński
Andrzej Stanisław Badeński (ur. 10 maja 1943 w Warszawie, zm. 28 września 2008 w Wiesbaden) – polski lekkoatleta, medalista letnich igrzysk olimpijskich w 1964, mistrz Europy i wielokrotny mistrz Polski, producent telewizyjny. Zawodnik Centralnego Wojskowego Klubu Sportowego „Legia” Warszawa – sekcja lekkoatletyka. Wychowanek trenera Gerarda Macha.

## Życiorys
Brązowy medalista olimpijski z Tokio (1964), 40-krotny reprezentant Polski w meczach międzypaństwowych 1961–1973 (77 startów, 17 zwycięstw indywidualnych), 27-krotny rekordzista kraju (400 m i sztafety: 4 × 400 m – klubowa i reprezentacyjna, 4 × 200 m reprezentacyjna oraz sztafeta szwedzka klubowa i reprezentacyjna) i 10-krotny mistrz Polski: 400 m (1962–1965, 1967), 4 × 400 m (1963, 1965, 1966) i 4 × 100 m (1965, 1969).
Był trzynastokrotnym mistrzem Polski w biegach na dystansie 400 metrów oraz w sztafetach 4 × 100 metrów i 4 × 400 metrów. Rekord życiowy w biegu na 400 m ustanowiony w 1968 – 45,42 s.
Czterokrotnie reprezentował Polskę na mistrzostwach Europy (1962, 1966, 1969, 1971) zdobywając podczas nich 3 medale: złoty w sztafecie 4 × 400 m. i srebrny w biegu na 400 m. w Budapeszcie w 1966 oraz srebrny w sztafecie 4 × 400 m. w Helsinkach w 1971. Był również 3-krotnym uczestnikiem finału Pucharu Europy (1965, 1967, 1970). Trzykrotnie startował w europejskich igrzyskach halowych (1967, 1968, 1969) oraz 3-krotnie w halowych mistrzostwach Europy (1970, 1971, 1972) podczas których zdobył 10 medali: złoty dwukrotnie w biegu na 400 m (1968, 1971) i pięciokrotnie złoty w sztafetach. Był również 3-krotnym uczestnikiem finału Pucharu Europy (1965, 1967, 1970).
W 1974 wyjechał jako kibic na Mistrzostwa Świata w Piłce Nożnej w RFN. Do Polski już jednak nie powrócił. Niedługo po tym skończył szkołę filmową w Norymberdze i został technikiem dźwięku. Wyuczenie nowego zawodu pozwoliło mu na podjęcie pracy w niemieckich stacjach telewizyjnych.
Od tego momentu komunistyczne władze PRL objęły wszelkie informacje na jego temat cenzurą. Tomasz Strzyżewski w swojej książce o peerelowskiej cenzurze publikuje notkę informacyjną 7 sierpnia 1974 roku  Głównego Urzędu Kontroli Prasy, Publikacji i Widowisk z wytycznymi dla cenzorów: "Wszelkie informacje dotyczące polskiego lekkoatlety Andrzeja Badeńskiego, który przedłużył samowolnie swój pobyt w RFN, mogą być podawane wyłącznie za PAP.".

## Osiągnięcia międzynarodowe

### Igrzyska olimpijskie
- Tokio 1964
  - 3. miejsce (bieg na 400 metrów, czas: 45,64 s)
  - 6. miejsce (sztafeta 4 × 400 metrów, czas: 3:05,3 s; w składzie: Marian Filipiuk, Ireneusz Kluczek, Stanisław Swatowski, Badeński)
- Meksyk 1968
  - 4. miejsce (sztafeta 4 × 400 m, czas: 3:00,58 s; w składzie: Jan Balachowski, Stanisław Grędziński, Jan Werner, Badeński)
  - 7. miejsce (bieg na 400 m, czas: 45,42 s)
- Monachium 1972
  - 5. miejsce (sztafeta 4 × 400 m, czas: 3:01,05 s; w składzie: Balachowski, Werner, Zbigniew Jaremski, Badeński)

### Mistrzostwa Europy
- Belgrad 1962
  - 6. miejsce (bieg na 400 m, czas: 47,4 s)
- Budapeszt 1966
  - 1. miejsce (sztafeta 4 × 400 m, czas: 3:04,5 s; w składzie: Werner, Edmund Borowski, Grędziński, Badeński)
  - 2. miejsce (bieg na 400 m, czas: 46,2 s)
- Ateny 1969
  - 6. miejsce (bieg na 400 m, czas: 46,0 s)
  - 4. miejsce (sztafeta 4 × 400 m, czas: 3:03,1 s; w składzie: Balachowski, Grędziński, Badeński, Werner)
- Helsinki 1971
  - 2. miejsce (sztafeta 4 × 400 m, czas: 3:03,6 s; w składzie: Badeński, Balachowski, Waldemar Korycki, Werner)

### Europejskie igrzyska halowe
- Madryt 1968
  - 1. miejsce (bieg na 400 m, czas: 47,0 s)
  - 1. miejsce (sztafeta 4 × 2 okrążenia, czas: 2:48,9 s; w składzie: Korycki, Balachowski, Werner, Badeński)
  - 2. miejsce (sztafeta 1+2+3+4 okrążenia, czas: 3:54,96 s; w składzie: Marian Dudziak, Korycki, Badeński, Borowski)
- Belgrad 1969
  - 1. miejsce (sztafeta 4 × 2 okrążenia, czas: 3:01,9 s; w składzie: Werner, Jan Radomski, Badeński, Balachowski)
  - 1. miejsce (sztafeta 1+2+3+4 okrążenia, czas: 4:16,4 s; w składzie: Edward Romanowski, Badeński, Henryk Szordykowski, Radomski)

### Halowe mistrzostwa Europy
- Wiedeń 1970
  - 2. miejsce (bieg na 400 m, czas: 46,9 s)
  - 2. miejsce (sztafeta 4 × 400 m, czas: 3:07,5 s; w składzie: Werner, Grędziński, Balachowski, Badeński)
- Sofia 1971
  - 1. miejsce   (bieg na 400 m, czas: 46.8 s)
  - 1. miejsce (sztafeta 4 × 400 m, czas: 3:11.1 s)
- Grenoble 1972
  - 1. miejsce (sztafeta 4 × 2 okrążenia, czas: 2:46,4 s; w składzie: Werner, Korycki, Balachowski, Badeński)

Trener: Gerard Mach

## Rekordy życiowe
Na stadionie
- bieg na 100 metrów – 10,4 s (21 września 1966, Radom)
- bieg na 200 metrów
  - 20,7 s (24 maja 1964, Jena) – pomiar ręczny
  - 21,28 s (15 sierpnia 1964, Londyn) – pomiar elektroniczny
- bieg na 400 metrów
  - 45,42 s (18 października 1968, Meksyk) – pomiar elektroniczny (13. wynik w historii polskiej lekkoatletyki)[5]
- bieg na 800 metrów – 1:49,3 s (16 sierpnia 1970, Warszawa)

W hali
- bieg na 400 metrów – 46,6 s (10 marca 1968, Madryt) – pomiar ręczny